# 乌尔克
乌尔克（法語：Hourc）是法国上比利牛斯省的一个市镇，位于该省北部，属于塔布区。该市镇总面积2平方公里，2009年时的人口为109人。

## 人口
乌尔克人口变化图示